# طيون سيفي الأوراق
الطيون سيفي الأوراق أو راسَن حُسامِي (باللاتينية: Inula ensifolia) نوع نباتي ينتمي إلى جنس الطيون من الفصيلة النجمية.

## الموئل والانتشار
ينتشر هذا النوع في معظم مناطق وسط وشرق أوروبا.